# Antoine Texier La Boëssière
Pour les articles homonymes, voir Texier et Boëssière.
Antoine Texier de La Boëssière (1766-1818) est un maître d'armes actif après la période de la Révolution française. Fils et héritier de Nicolas Texier de La Boëssière, il fut élevé avec le chevalier de Saint-George.

## Carrière
Antoine Texier de La Boëssière hérita de la salle d'armes de son père, Nicolas Texier de La Boëssière, de la notoriété de celui-ci et de celle de Saint-George, son aîné de vingt et un ans.

## Œuvre
Antoine Texier La Boëssière rédigea l'art de l'escrime de son père, ses méthodes et sa pédagogie dans le Traité de l'art des armes à l'usage des professeurs et des amateurs. Antoine-Henri Jomini écrit à propos de cet ouvrage : 
« M. Laboëssière père fut le maître du fameux Saint-George(s) ; et le fils, l'auteur de cet ouvrage, fut son émule : ainsi les principes de trois hommes qui se sont acquis dans l'art des armes une si haute réputation, sont réunis dans ce Traité »